# 藤井仁子
藤井 仁子（ふじい じんし、1973年 - ）は、日本の映画批評家、早稲田大学文学部教授、テアトル・オブリーク主宰。

## 経歴
1997年京都大学法学部卒、同大学院人間・環境学研究科修士課程修了。立教大学文学部助手を経て、現職。京都映画祭専門委員。日本映像学会機関誌編集担当常任理事。
2008年、編著『入門・現代ハリウッド映画講義』を人文書院より刊行し、神戸映画資料館や『週刊読書人』で取り上げられた。2009年、記録映画アーカイブ・プロジェクトで岩波映画『佐久間ダム』についての報告を行う。2011年、木村建哉と中村秀之との編著『甦る相米慎二』をインスクリプトより刊行した。2012年、丹羽美之・吉見俊哉編『岩波映画の1億フレーム』に寄せた論考が管啓次郎から評価される。同年、雑誌『MIRAGE』の『Playback』特集にて三宅唱と四宮秀俊との鼎談が行われた。

## 著書

### 編著
- 『入門・現代ハリウッド映画講義』（人文書院、2008年）
- 『甦る相米慎二』（インスクリプト、2011年、木村建哉・中村秀之と共編）
- 『森崎東党宣言!』（インスクリプト、2013年）
- 『いま、映画をつくるということ 日本映画の担い手たちとの21の対話』（フィルムアート社、2023年、是枝裕和・土田環・安藤紘平・岡室美奈子・谷昌親・長谷正人と共編）

### 共著
- 『光と影の映画史 撮影監督・宮川一夫の世界』（キネマ旬報社、2000年）
- 『映画の政治学』（青弓社、2003年）
- 『映画と「大東亜共栄圏」』（森話社、2004年）
- 『日本映画とナショナリズム 1931-1945』（森話社、2004年）
- 『成瀬巳喜男の世界へ』（筑摩書房、2005年）
- 『スピルバーグ 宇宙と戦争の間』（竹書房、2005年）
- 『映画と身体/性』（森話社、2006年）
- 『ヴィジュアル・クリティシズム 表象と映画=機械の臨界点』（玉川大学出版部、2008年）
- 『岩波映画の1億フレーム』（東京大学出版会、2012年）

### 訳著
- 『わたしは邪魔された ニコラス・レイ映画講義録』（みすず書房、2001年、ニコラス・レイ著、加藤幹郎と共訳）